# زیاتکووا رچکا
زیاتکووا رچکا (به لاتین: Zyatkova Rechka) یک منطقهٔ مسکونی در روسیه است که در سرزمین آلتای واقع شده‌است.